# Хмельная (Черкасская область)
Хме́льная (укр. Хмільна) — село в Каневском районе Черкасской области Украины. расположено в 12 км от районного центра — г. Канева.
Население по переписи 2001 года составляло 598 человек. Почтовый индекс — 19026. Телефонный код — 4736.
Название села Хмельная встречается в исторических источниках с XVIII века, село основали переселенцы.

Хмельная, село на левой же гористой стороне Росси, расположено вдоль безымянного ручья, текущего из гор. Название получило оттого, что в прилежащих лесах и в садах в обилии растет хмель, в диком состоянии. Жителей обоего пола: 1460. В 1740 году в было 50 дворов.— Лаврентий Похилевич в «Сказании о населенных местностях Киевской губернии», 1864 год
Во время Революции 1905 года крестьяне села включились в борьбу за землю, за свою революционную активность крестьяне подверглись правительственным преследованиям, один из руководителей крестьянского движения В. Садовый, был осужден на 25 лет каторги.
В 1920 году в селе организована коммуна «Воля».
Во время Великой Отечественной войны 99 жителей села воевали на фронте, получили правительственные награды.
В годы Советской власти в селе действовал колхоз «Советская Украина», который считался передовым и богатым. За достигнутые успехи в сельском хозяйстве 33 жителя села награждены медалями СССР. В селе работали школа, клуб, библиотека, фельдшерско-акушерский пункт.
В настоящее время село считается одним из перспективных сёл Каневщины, здесь расположен завод фирмы «Верес», где работают большинство жителей села, также население работает в Михайловском лесничестве. Село газифицировано, имеет регулярное автобусное сообщение с Каневом и Черкассами, почту, отделение Сбербанка, фельдшерско-акушерский пункт, центр сельсовета, школу села посещают дети из соседних сёл.

## Местный совет
19026, Черкасская обл., Каневский р-н, с. Хмельная